# Apple A13
Apple A13 Bionic là một bộ vi xử lý trung tâm SoC dòng A được thiết kế và giới thiệu bởi Apple Inc., dựa trên cấu trúc ARM 64-bit trên tiến trình 7 nm+. A13 Bionic ra mắt ngày 10 tháng 9 năm 2019, tích hợp trong bộ 3 iPhone 11, iPhone 11 Pro, iPhone 11 Pro Max và iPhone SE (thế hệ thứ 2)
A13 Bionic tích hợp hệ thống Trí tuệ nhân tạo và học máy mới, nhanh hơn 6 lần so với với khối ma trận trên thế hệ tiền nhiệm A12 Bionic. Với tiến trình 7 nm được cải tiến, A13 chứa tới 8,5 tỷ bóng bán dẫn.
- 2 lõi CPU hiệu năng cao (high-performance) Lightning nhanh hơn 20%, sử dụng ít năng lượng hơn 30% so với A12
- 4 lõi CPU hiệu quả (energy-efficient) Thunder nhanh hơn 20%, sử dụng ít năng lượng hơn 40% so với A12.
- GPU có 4 nhân đồ họa, nhanh hơn 20%, sử dụng ít năng lượng hơn 40% so với A12.
- Neural Engine có 8 lõi và nhanh hơn 20%, sử dụng ít năng lượng hơn 15% so với A12.

Apple 13 có 6 lõi gồm 2 lõi mạnh và 4 lõi yếu,2 lõi mạnh mạnh hơn 2 lõi yếu của Apple A12 là 60%

## Thiết bị sử dụng Apple A13 Bionic
- iPhone 11
- iPhone 11 Pro / iPhone 11 Pro Max
- iPhone SE (thế hệ thứ 2)
- iPad (thế hệ thứ 9)